# Thiên hà Mắt Đen
Thiên hà Mắt Đen (còn được gọi là Thiên hà Mắt Tối, được gọi là Messier 64 (M64) hoặc NGC 4826) là một thiên hà được Edward Pigott phát hiện tháng 3 năm 1779, và độc lập bởi Johann Elert Bode vào tháng 4 cùng năm, cũng như của Charles Messier năm 1780. Nó có một dải tối ngoạn mục hấp thụ bụi ở phía trước hạt nhân sáng của thiên hà, tạo ra biệt danh của thiên hà "Mắt Đen" hay "Mắt Tối". M64 nổi tiếng trong số các nhà thiên văn học nghiệp dư vì sự xuất hiện của nó trong kính thiên văn nhỏ. Đây là một thiên hà xoắn ốc trong chòm sao Hậu Phát.

## Quan sát, phát hiện và đặt tên

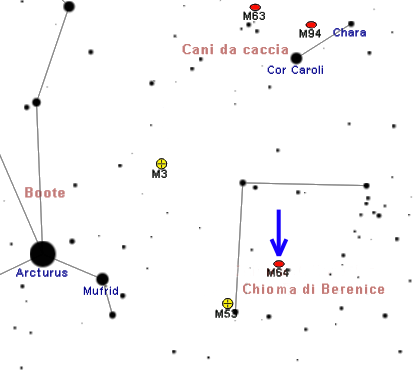
Vị trí M64

## Đặc tính
Phần thân của M64 được đặc trưng bởi hai đĩa bụi khí xấp xỉ khối lượng chuyển động ngược nhau. Đĩa bên trong chứa chứa các làn bụi chính. Số lượng sao và do đó, khối lượng chính xác của M64 hiện chưa quan sát rõ. Các nhà khoa học đưa ra một số giả thiết giải thích nguồn gốc M64 tà sự sáp nhập một thiên hà vệ tinh giàu khí hoặc tích tụ các đám mây khí từ khoảng không.